# Hypogastrura meridionalis
Hypogastrura meridionalis är en urinsektsart som beskrevs av Steiner 1955. Hypogastrura meridionalis ingår i släktet Hypogastrura och familjen Hypogastruridae. Inga underarter finns listade i Catalogue of Life.